# Heinrich Dietz
Heinrich Dietz, nemški general in pravnik, * 15. april 1874, Alzey, † 11. avgust 1946, Alzey.